# Soyuz MS-16
Soyuz MS-16 é um voo Soyuz lançado em 9 de abril de 2020. Transportou três membros da Expedição 62 e 63 para a Estação Espacial Internacional. MS-16 foi o 145º voo da Soyuz. A tripulação foi de um Comandante Russo, um Engenheiro de voo Russo e um Engenheiro de voo dos EUA.
Esse voo é o primeiro voo tripulado do foguete Soyuz 2.1a e a primeira missão tripulada a não ser lançada da Plataforma Gagarin desde a Soyuz MS-02 em 2016, que foi desativada para modernização após a Soyuz MS-15.

## Tripulação
| Posição             | Cosmo/Astronauta    |
| ------------------- | ------------------- |
| Comandante          | Anatoli Ivanishin   |
| Engenheiro de voo 1 | Ivan Vagner         |
| Engenheiro de voo 2 | Christopher Cassidy |

### Suplentes
| Posição             | Cosmo/Astronauta |
| ------------------- | ---------------- |
| Comandante          | Sergei Ryjikov   |
| Engenheiro de voo 1 | Andrei Babkin    |
| Engenheiro de voo 2 | Stephen Bowen    |